# Synagoge Metzgergasse (Eppingen)

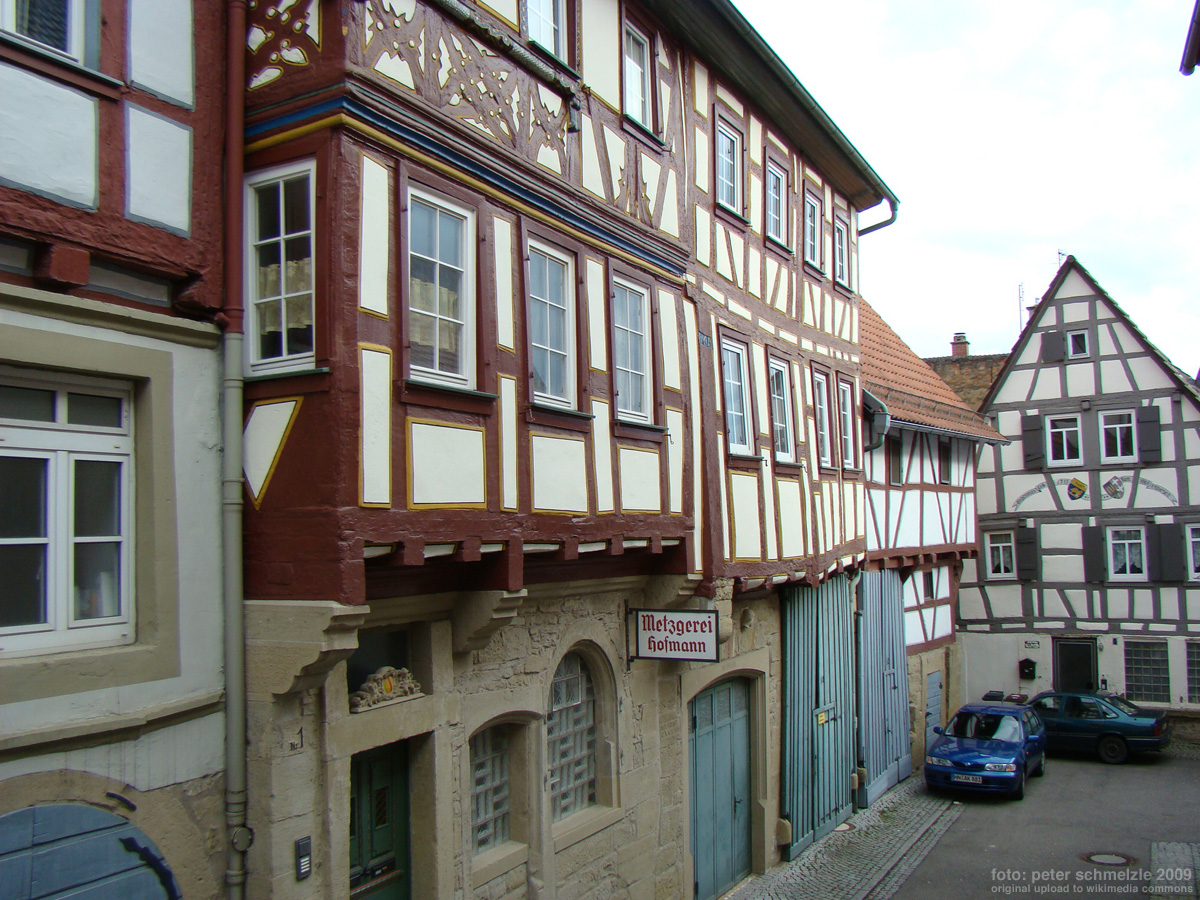
Ehemalige Synagoge in Eppingen

Die  Synagoge Metzgergasse in der Metzgergasse 1 in Eppingen im Landkreis Heilbronn im nördlichen Baden-Württemberg ist eine ehemalige Synagoge, die 1749 in einer Akte erstmals genannt wurde.

## Geschichte
Im 18. Jahrhundert hielt die jüdische Gemeinde Eppingen ihre Gottesdienste zunächst in der Alten Universität ab und danach im Fachwerkhaus Metzgergasse 1, in dem sich im 19. Jahrhundert im Erdgeschoss die jüdische Metzgerei und im ersten Stock die jüdische Elementarschule (von 1825 bis 1868, danach nur noch Religionsschule) befanden.
Die erste Erwähnung dieser Synagoge findet sich 1749, als festgehalten wurde, dass jemand ein Prügel durch das Fenster geworfen hatte. Wie damals üblich wurde die Synagoge als Judenschule bezeichnet.
Im Jahr 1772 baute die jüdische Gemeinde eine neue Synagoge in der Küfergasse 2, die wiederum 1873 durch einen Neubau in der Kaiserstraße 6 ersetzt wurde. Somit sind in Eppingen drei Synagogen in zeitlicher Folge nachweisbar.

## Architektur
Das traufständige Fachwerkhaus in der Metzgergasse 1 wurde 1601 als Handwerker- und Wohnhaus erbaut. Im Erdgeschoss, aus heimischem Sandstein errichtet, befinden sich ein alter Schlachthauseingang und ein Rundbogenfenster. Die Haustüre stammt aus der Biedermeierzeit. Der erste und zweite Stock kragen hervor, und die Fenster sind profiliert.